# District de Dedza
Dedza est un district du Malawi.